# Hypodematium
Hypodematium, biljni ros iz porodice Hypodematiaceae, dio reda osladolike.
Rod je raširen poglavito po istočnoj Aziji, nadalje po Maleziji (2 vrste) i jedna u Africi i Aziji.na popisu je 26 vrsta i jedan hibrid

## Vrste
1. Hypodematium angustifolium C.S.Lee & K.H.Lee
2. Hypodematium boonkerdii Pongkai, Li Bing Zhang & Pollawatn
3. Hypodematium brevipilosum Li Bing Zhang, X.P.Fan & X.F.Gao
4. Hypodematium chrysolepis (Fée) X.P.Fan & Li Bing Zhang
5. Hypodematium confertivillosum J.X.Li, F.Q. Zhou & X.J.Li
6. Hypodematium crenatum (Forssk.) Kuhn
7. Hypodematium daochengense K.H.Shing
8. Hypodematium delicatulum Rakotondr.
9. Hypodematium eglandulosum X.P.Fan, Liang Zhang & Li Bing Zhang
10. Hypodematium fordii (Baker) Ching
11. Hypodematium glabrius (Copel.) Holttum
12. Hypodematium glabrum Ching ex K.H.Shing
13. Hypodematium glanduloso-pilosum (Tagawa) Ohwi
14. Hypodematium glandulosum Ching ex K.H.Shing
15. Hypodematium gracile Ching
16. Hypodematium hirsutum (D. Don) Ching
17. Hypodematium jianxiuii Xiao J.Li
18. Hypodematium parvisorum Li Bing Zhang, X.P.Fan & X.F.Gao
19. Hypodematium phegopteroideum Kuhn
20. Hypodematium ryukyuense Li Bing Zhang, X.P.Fan & X.F.Gao
21. Hypodematium shingii Li Bing Zhang, X.P.Fan & X.F.Gao
22. Hypodematium sinense K.Iwats.
23. Hypodematium squamulosopilosum Ching
24. Hypodematium subglabrum Li Bing Zhang, X.P.Fan & X.F.Gao
25. Hypodematium truncatum Li Bing Zhang, X.P.Fan & X.F.Gao
26. Hypodematium villosum F.G.Wang & F.W.Xing
27. Hypodematium ×tiwanae (Fraser-Jenk.) comb. ined.